# Non Stop Comics
Non Stop Comics – polski imprint komiksowy założony w 2017 roku w ramach Grupy Wydawniczej Sonia Draga, wydający polskie tłumaczenia komiksów zagranicznych. Wydaje m.in. komiksy amerykańskie, hiszpańskie, włoskie i francuskie.
Podczas 29. Międzynarodowego Festiwalu Komiksu i Gier w Łodzi Non Stop Comics otrzymał nagrodę dla najlepszego polskiego wydawcy komiksów „za odważne wejście na polski rynek komiksowy, za wyszukiwanie i wydawanie dobrych i wyrazistych autorskich komiksów ważnych twórców ze świata oraz przemyślaną politykę wydawniczą”.
Wydaje takie serie, jak Fear Agent, Monstressa, Odrodzenie, Deadly Class, Oblivion Song, Zabij albo zgiń czy Paper Girls, opublikowane oryginalnie przez wydawnictwo Image Comics.